# Camaleño
Camaleño is een gemeente in de Spaanse provincie en regio Cantabrië met een oppervlakte van 162 km². Camaleño telt 977 inwoners (1 januari 2016).

## Demografische ontwikkeling
Bron: INE, 1857-2011: volkstellingen
Opm.: In 1877 werd de gemeente Espinamá aangehecht